# Підмайстер Елвін
«Підмайстер Елвін» (англ. Prentice Alvin) — фентезійний та альтернативно-історичний роман американського письменника Орсона Скотта Карда. Третя книга в серії «Казки про майстра Елвіна», 7-о сина 7-о сина. «Підмайстер Елвін» визнаний найкращим фентезійним романом за версією премії «Локус» (1990), а також був серед номінантів на звання найкращий роман за версією премій «Неб'юла» (1989) та «Г'юго» (1990).

## Сюжет
Після звільнення від часу з Текумсе, індіанським лідером, який навчав Альвіна шляхам індіанського народу, молодий хлопець збирається розпочати навчання під іменем Сміта в містечку, де він народився.
Перебуваючи там, він зустрічає молодого напівчорного хлопця на ім’я Артур Стюарт, сина рабині й рабовласника, якого усиновили власники місцевого пансіонату.
Ще один новий друг приходить в образі міс Маргарет Ларнер, яка згодом проявляє себе «факелом», яка допомогла йому народитися стільки років тому, і з якою з того дня він дивним чином пов'язаний.
Зрештою, Елвін змушений допомогти Артуру врятуватися від деяких мисливців на рабів, що вимагало від нього трохи змінити ДНК Артура таким чином, щоб мисливці не впізнали підлітка-втікача. Елвін також створює плуг із живого золота, який наділений магічними властивостями, як і його господар-мандрівник, щоб звільнити себе від учнівства під іменем Сміта (а також як Майстра).
Роман закінчується тим, що Елвін та Артур покидають місто й повертаються в будинок Елвіна на заході.